# Sergio Apostol
Sergio Apostol (Catbalogan, 17 januari 1935) is een voormalig Filipijns rechter, advocaat en politicus. Apostel was gedurende in totaal 15 jaar lid van het Filipijns Huis van Afgevaardigden van 1992 tot 2001 en van 2010-2016. Van 24 januari 2001 tot 8 juni 2001 was hij boven de majority leader van het Huis.

## Biografie
Sergio Apostel werd geboren op 17 januari 1935 in Catbalogan in de provincie Samar. Hij studeerde rechten aan de Ateneo Law School en slaagde in 1958 voor het toelatingsexamen (bar exam) van de Filipijnse balie. Nadien was hij onder meer rechter bij een court of first instance van 1969 tot 1977, jurist en aanklager (city fiscal) van de stad  Quezon City van 1981 tot 1986 en Hoofd juridisch adviseur van de Metro Manila Commission van 1982 tot 1986. Van 1986 tot 1992 had hij met enkele partners een eigen advocatenkantoor onder de naam Apostol, Gomaru & Balgua Law Offices. Tevens doceerde hij van 1962 tot 1992 rechten aan de University of the Philippines, Ateneo de Manila University, University of Santo Tomas, de Far Eastern University en Leyte College. 
In 1992 werd Apostel gekozen in het Filipijns Huis van Afgevaardigden namens het 2e kiesdistrict van Leye. In 1005 en 1998 werd hij herkozen waardoor hij zich in 2001 na de maximale 3 termijnen op rij niet meer herkiesbaar kon stellen. Hij werd opgevolgd door zijn vrouw Trinidad Apostel. 
Na zijn periode in het Huis was Apostel tussen 2001 en 2004 President, CEO, & Voorzitter van de Raad van Bestuur van de Philippine National Oil Company-Energy Development Corporation en van november 2005 tot januari 2007 voorzitten van de raad van bestuur van de United Coconut Planters Bank-General Insurance. In 2006 werd Apostel aangesteld als juridisch adviseur van president Gloria Macapagal-Arroyo. In deze functie was hij verantwoordelijk voor het voorbereiden van het presidentieel pardon van Macapagal-Arroyo voor oud-president Joseph Estrada. In 2008 werd hij aangesteld als juridisch adviseur van de Social Security Commission (SSC).
Van 2010 tot 2016 was Apostel opnieuw twee termijnen afgevaardigde namens het 2e kiesdistrict van Leyte in het Huis. De verkiezingen van 2016 verloor hij echter nipt van Henry Ong.
Apostel is getrouwd met Trinidad “Ebbie” G. Apostol en kreeg met haar 7 kinderen.